# Kirsten Dene

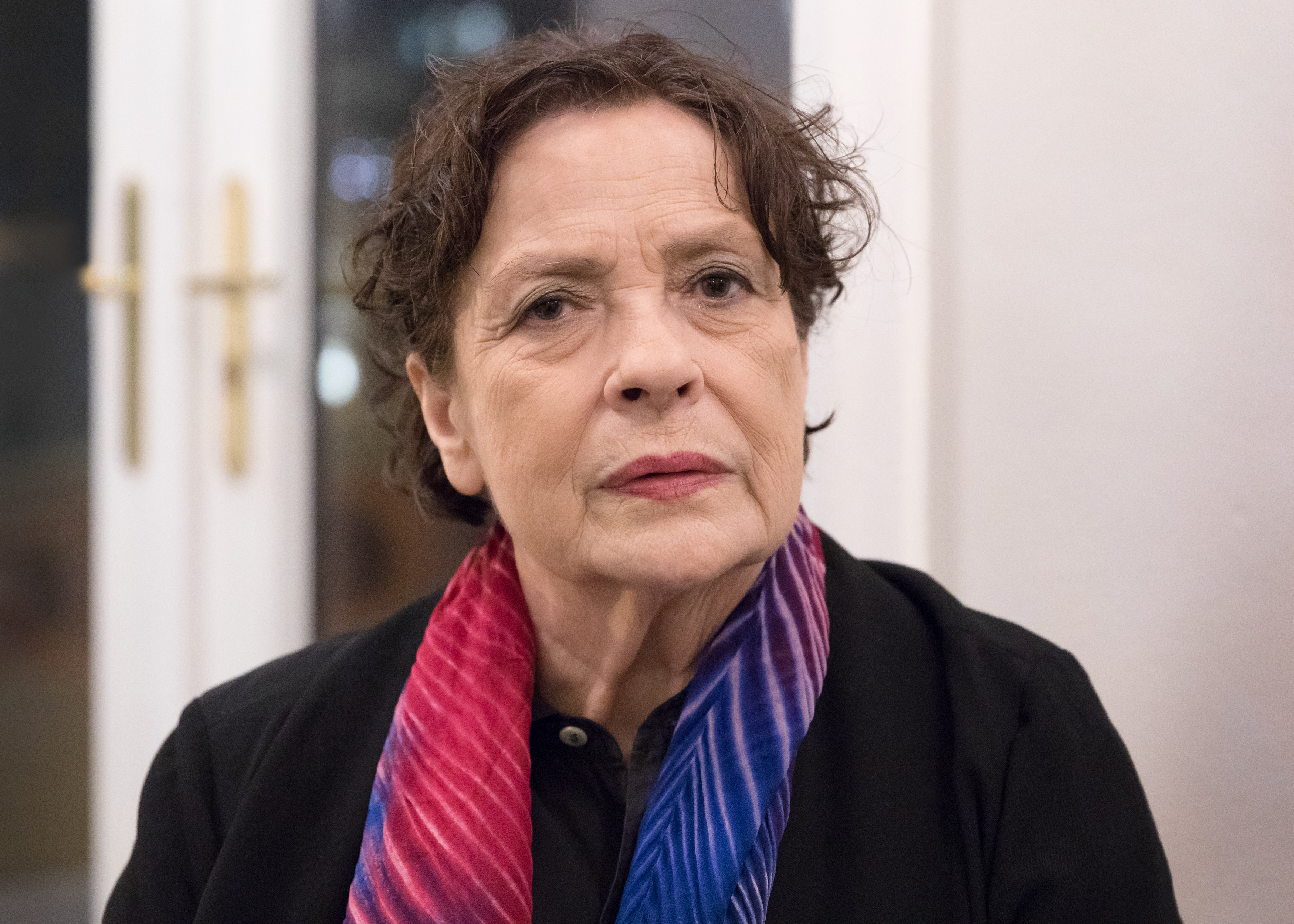
Kirsten Dene (Nestroy 2017)

Kirsten Dene (* 16. März 1943 in Hamburg) ist eine deutsche Schauspielerin.

## Leben
Kirsten Dene absolvierte ihre Schauspielausbildung an der Staatlichen Hochschule für Musik und darstellende Kunst in ihrer Heimatstadt Hamburg. Seit 1961 spielt sie fast ausschließlich Theater. Zunächst debütierte sie 1961 am Theater der Stadt Essen, wo sie bis 1963 blieb. Von 1963 bis 1970 stand sie an den Städtischen Bühnen Frankfurt/Main unter Vertrag, dann von 1970 bis 1972 an den Staatlichen Schauspielbühnen Berlin und war Gast am Theater Bonn. Von 1972 bis 1979 war sie am Württembergischen Staatstheater Stuttgart engagiert, wo Claus Peymann Intendant wurde. Hier begann eine künstlerische „Ehe“, die bis heute anhält. Kirsten Dene wurde zu einer der Protagonistinnen des Regietheaters von Claus Peymann. Sie spielte jahrelang die Rollen Fräulein Schneider, Thomas Bernhard und Hermann Beil in Thomas Bernhards Claus Peymann kauft sich eine Hose und geht mit mir essen.
1979 folgte sie ihm ans Schauspielhaus Bochum. Eine der legendären Aufführungen dieser Zeit war Peymanns Inszenierung der Hermannsschlacht von Heinrich von Kleist. Dieses Stück schien eigentlich unspielbar, doch Dene als Thusnelda und Gert Voss als Hermann gaben ein Guerillapaar, welches den Zeitgeist ansprach, und die Aufführung zählt bis heute zu den größten der Zeit Peymanns in Bochum.
1986 ging sie mit den Stars des Bochumer Ensembles und Claus Peymann ans Burgtheater nach Wien. Thomas Bernhard schrieb sein Stück Ritter, Dene, Voss und legte damit gleich die Besetzung der Uraufführung im Titel fest. Dieses Stück spielte sie viele Jahre mit den Partnern Ilse Ritter und Gert Voss, so 2004 am Berliner Ensemble. 2010 erhielt sie den Nestroy-Theaterpreis als beste Schauspielerin. Im selben Jahr erhielt sie auch den Gertrud-Eysoldt-Ring für ihr Lebenswerk und insbesondere für die Darstellung der Violet Weston in Tracy Letts’ Eine Familie am Wiener Burgtheater und der Gunhild in Ibsens John Gabriel Borkmann.
Im Jahr 2015 wurde ihr der Joana-Maria-Gorvin-Preis zuerkannt und
2017 wurde sie für ihr Lebenswerk mit dem Nestroy-Preis ausgezeichnet.

## Theater
- 1970: Maxim Gorki: Die Kleinbürger – Regie: Horst Balzer (Freie Volksbühne Berlin)
- 1988: Anna in Heldenplatz – Regie: Claus Peymann (Burgtheater)
- 1989: Frau John in Die Ratten – Regie: Peter Palitzsch (Burgtheater)
- 1990: Marthe Rull in Der zerbrochne Krug – Regie: Andrea Breth (Burgtheater)
- 1992: Lady Macbeth in Macbeth – Regie: Claus Peymann (Burgtheater)

## Auszeichnungen
- 1988: Tilla-Durieux-Schmuck
- 2010: Nestroy-Theaterpreis als beste Schauspielerin
- 2015: Joana-Maria-Gorvin-Preis
- 2017: Nestroy-Theaterpreis für das Lebenswerk